# Epepeotes uncinatus
Epepeotes uncinatus är en skalbaggsart som beskrevs av Charles Joseph Gahan 1888. Epepeotes uncinatus ingår i släktet Epepeotes och familjen långhorningar.
Artens utbredningsområde är:
- Laos.
- Burma.

Inga underarter finns listade i Catalogue of Life.